# Berkach (Hessen)
Berkach is een plaats in de Duitse gemeente Groß-Gerau, deelstaat Hessen, en telt 1063 inwoners (2006).

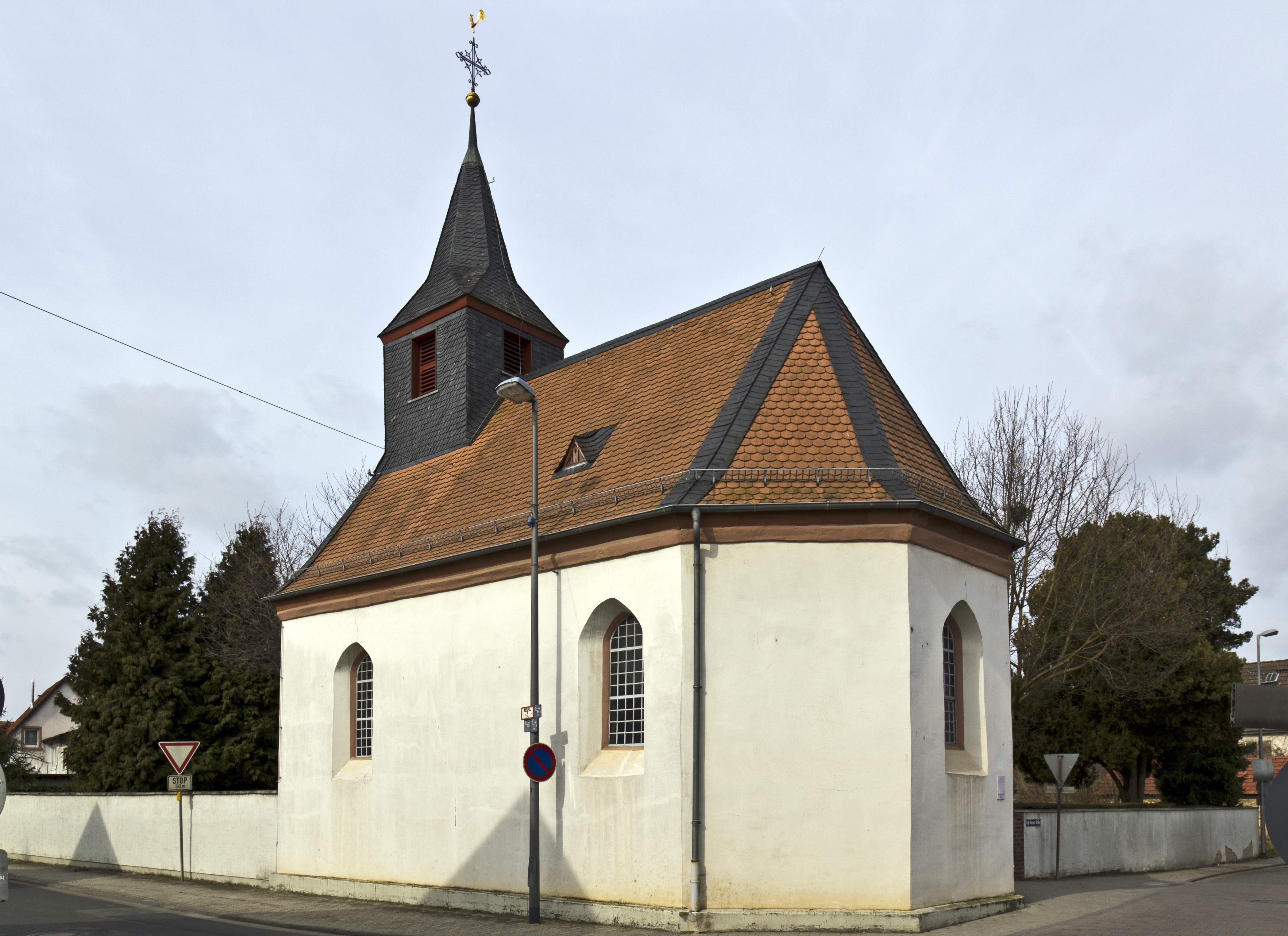
Lutherse kerk
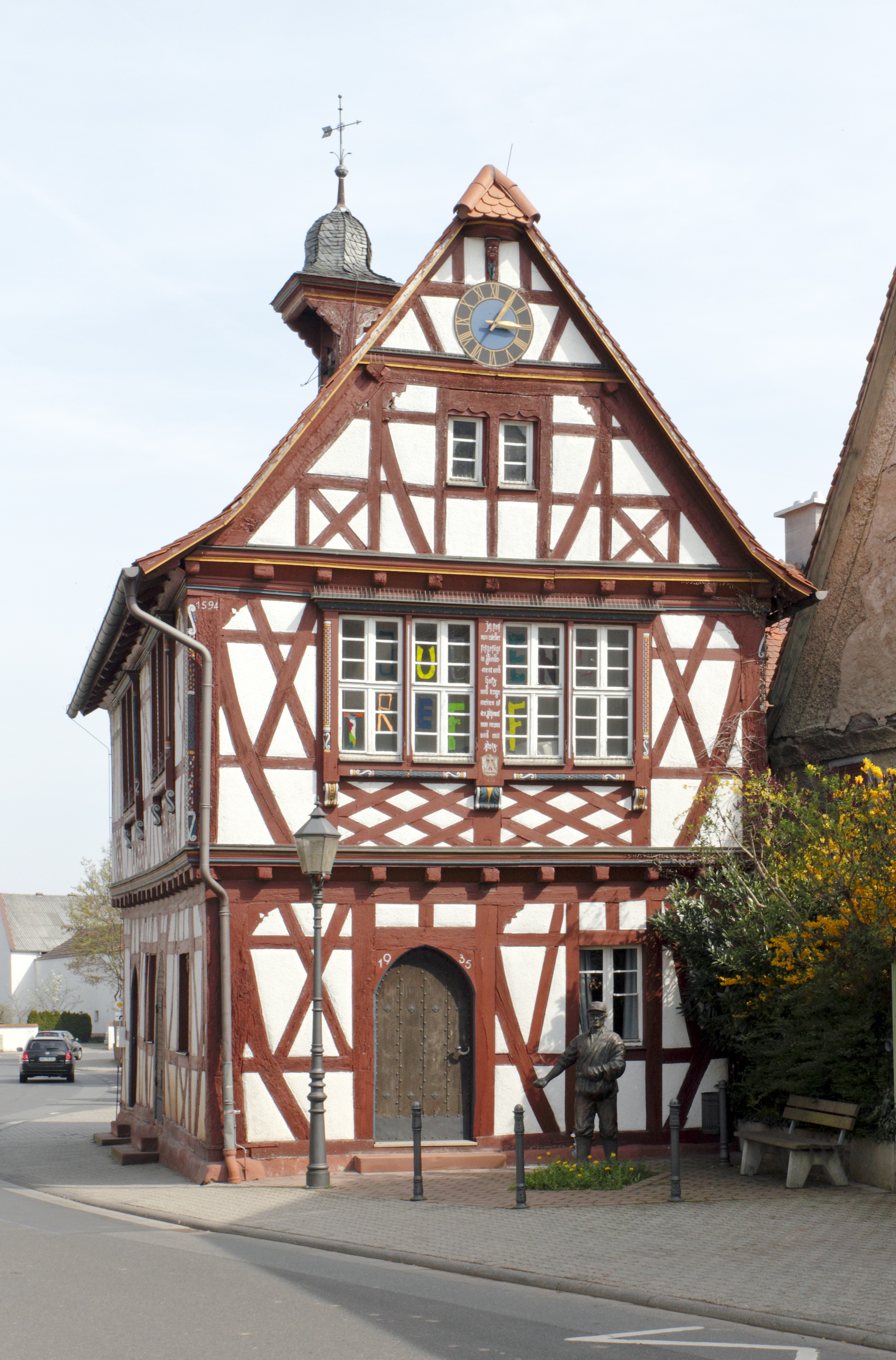
Voormalig raadhuis